# Biegi narciarskie na Mistrzostwach Świata Juniorów w Narciarstwie Klasycznym 2016
Biegi narciarskie na 36. Mistrzostwach Świata Juniorów odbyły się w dniach 22–26 lutego 2016 roku w rumuńskim Râșnovie. Zawodnicy i zawodniczki rywalizowali łącznie w 14 konkurencjach, w dwóch kategoriach wiekowych: juniorów oraz młodzieżowców. W trakcie trwania mistrzostw organizatorzy zmagali się z problemami związanymi z wysoką temperaturą i małą ilością śniegu, w wyniki czego mistrzostwa trwały o dwa dni krócej.

## Wyniki juniorów
| Miejsce | Zawodnik               | Czas    | Strata |
| ------- | ---------------------- | ------- | ------ |
|         | Johannes Høsflot Klæbo | 2:31,42 | –      |
|         | Magnus Kim             | 2:32,09 | +0,67  |
|         | Giacomo Gabrielli      | 2:32,44 | +1,02  |
| 4.      | Dienis Spicow          | 2:32,51 | +1,09  |
| 5.      | Richard Leupold        | 2:34,36 | +2,94  |
| 6.      | Hugo Jacobsson         | 2:45,19 | +13,77 |
| ...     |                        |         |        |
| 46.     | Patryk Borkowski       | –       | –      |
| 47.     | Dominik Bury           | –       | –      |
| 70.     | Wojciech Fojcik        | –       | –      |

| Miejsce | Zawodniczka         | Czas    | Strata |
| ------- | ------------------- | ------- | ------ |
|         | Amalie Håkonsen Ous | 2:55,77 | –      |
|         | Lotta Udnes Weng    | 2:55,99 | +0,22  |
|         | Jenny Solin         | 2:56,48 | +0,71  |
| 4.      | Elina Rönnlund      | 2:59,20 | +3,43  |
| 5.      | Emma Ribom          | 3:10,03 | +14,26 |
| 6.      | Alina Meier         | 3:22,33 | +26,56 |

| Miejsce | Zawodnik                  | Czas    | Strata  |
| ------- | ------------------------- | ------- | ------- |
|         | Johannes Høsflot Klæbo    | 28:57,8 | –       |
|         | Magnus Kim                | 29:09,0 | +11,2   |
|         | Lauri Lepistö             | 29:23,2 | +25,4   |
| 4.      | Beda Klee                 | 29:29,1 | +31,3   |
| 5.      | Janosch Brugger           | 29:32,6 | +34,8   |
| 6.      | Thomas Bucher-Johannessen | 29:42,2 | +44,4   |
| ...     |                           |         |         |
| 26.     | Dominik Bury              | 30:43,6 | +1:45,8 |
| 70.     | Wojciech Fojcik           | 33:50,7 | +4:52,9 |
| 81.     | Patryk Borkowski          | 35:24,3 | +6:26,5 |

| Miejsce | Zawodniczka           | Czas    | Strata |
| ------- | --------------------- | ------- | ------ |
|         | Marte Mæhlum Johansen | 15:34,0 | –      |
|         | Lotta Udnes Weng      | 15:39,3 | +5,3   |
|         | Antonia Fräbel        | 15:44,7 | +10,7  |
| 4.      | Johanna Matintalo     | 15:48,2 | +14,2  |
| 5.      | Tiril Udnes Weng      | 15:51,0 | +17,0  |
| 6.      | Ebba Andersson        | 15:55,0 | +21,0  |

| Miejsce | Zawodnik          | Czas    | Strata  |
| ------- | ----------------- | ------- | ------- |
|         | Iwan Jakimuszkin  | 31:19,1 | –       |
|         | Mattis Stenshagen | 31:31,3 | +12,2   |
|         | Denis Spicow      | 31:48,3 | +29,2   |
| 4.      | Vebjørn Hegdal    | 31:48,9 | +29,8   |
| 5.      | Magnus Kim        | 31:54,0 | +34,9   |
| 6.      | Iwan Kiriłłow     | 31:57,9 | +38,8   |
| ...     |                   |         |         |
| 18.     | Dominik Bury      | 32:49,3 | +1:30,2 |
| 73.     | Wojciech Fojcik   | 36:15,2 | +4:56,1 |
| 77.     | Patryk Borkowski  | 36:33,7 | +5:14,6 |

| Miejsce | Zawodniczka           | Czas    | Strata |
| ------- | --------------------- | ------- | ------ |
|         | Ebba Andersson        | 23:29,8 | –      |
|         | Katharina Hennig      | 23:58,8 | +29,0  |
|         | Tiril Udnes Weng      | 24:02,0 | +32,2  |
| 4.      | Anna Comarella        | 24:22,7 | +52,9  |
| 5.      | Katherine Sauerbrey   | 24:23,8 | +54,0  |
| 6.      | Marte Mæhlum Johansen | 24:24,9 | +55,1  |

| Miejsce | Państwo   | Zawodnicy                                                                  | Czas    | Strata  |
| ------- | --------- | -------------------------------------------------------------------------- | ------- | ------- |
|         | Norwegia  | Mattis Stenshagen Vebjørn Hegdal Jan Thomas Jenssen Johannes Høsflot Klæbo | 43:07,5 | –       |
|         | Rosja     | Aleksandr Bolszunow Iwan Kiriłłow Dienis Spicow Iwan Jakimuszkin           | 43:55,2 | +47,7   |
|         | Francja   | Jules Lapierre Martin Collet Hugo Lapalus Camille Laude                    | 44:25,7 | +1:18,2 |
| 4.      | Finlandia | Aleksi Parttimaa Lauri Gummerus Markus Vuorela Lauri Lepistö               | 44:35,5 | +1:28,0 |
| 5.      | Szwecja   | Viktor Thorn Marcus Fredriksson Alfred Buskqvist Hugo Jacobsson            | 44:28,5 | +1:31,0 |
| 6.      | Włochy    | Mikael Abram Paolo Ventura Daniele Serra Giacomo Gabrielli                 | 44:43,2 | +1:35,7 |

| Miejsce | Państwo    | Zawodniczki                                                                 | Czas    | Strata |
| ------- | ---------- | --------------------------------------------------------------------------- | ------- | ------ |
|         | Szwecja    | Emma Ribom Elina Rönnlund Ebba Andersson Jenny Solin                        | 22:30,7 | –      |
|         | Norwegia   | Amalie Håkonsen Ous Marte Mæhlum Johansen Tiril Udnes Weng Lotta Udnes Weng | 22:31,3 | +0,6   |
|         | Rosja      | Polina Niekrasowa Aleksandra Gołubicka Jana Kirpiczenko Olga Kuczeruk       | 22:40,9 | +10,2  |
| 4.      | Niemcy     | Julia Richter Katharina Hennig Katherine Sauerbrey Antonia Fräbel           | 22:45,4 | +14,7  |
| 5.      | Szwajcaria | Alina Meier Lydia Hiernickel Stefanie Arnold Fabiana Wieser                 | 22:52,7 | +22,0  |
| 6.      | Francja    | Delphine Claudel Laura Chamiot-Maitral Juliette Ducordeau Léna Quintin      | 22:52,9 | +22,2  |

## Wyniki młodzieżowców U23
| Miejsce | Zawodnik          | Czas    | Strata |
| ------- | ----------------- | ------- | ------ |
|         | Lucas Chanavat    | 2:35,78 | –      |
|         | Karl-Johan Dyvik  | 2:36,70 | +0,92  |
|         | Jean Tiberghien   | 2:36,89 | +1,11  |
| 4.      | Oskar Svensson    | 2:37,37 | +1,59  |
| 5.      | Richard Jouve     | 2:38,73 | +2,95  |
| 6.      | Roman Schaad      | 2:39,21 | +3,43  |
| ...     |                   |         |        |
| 26.     | Konrad Motor      | –       | –      |
| 40.     | Kamil Bury        | –       | –      |
| 53.     | Bartłomiej Rucki  | –       | –      |
| 65.     | Mateusz Chowaniak | –       | –      |

| Miejsce | Zawodniczka      | Czas    | Strata |
| ------- | ---------------- | ------- | ------ |
|         | Jonna Sundling   | 2:52,14 | –      |
|         | Nadine Fähndrich | 2:52,50 | +0,36  |
|         | Maja Dahlqvist   | 2:53,47 | +1,33  |
| 4.      | Laura Gimmler    | 2:55,86 | +3,72  |
| 5.      | Anne Winkler     | 3:04,43 | +12,29 |
| 6.      | Nika Razinger    | 3:20,12 | +27,98 |
| ...     |                  |         |        |
| 24.     | Urszula Łętocha  | –       | –      |

| Miejsce | Zawodnik              | Czas    | Strata  |
| ------- | --------------------- | ------- | ------- |
|         | Jens Burman           | 40:02,0 | –       |
|         | Aleksiej Czerwotkin   | 40:28,8 | +26,8   |
|         | Mikael Gunnulfsen     | 40:38,6 | +36,6   |
| 4.      | Clément Parisse       | 40:58,2 | +56,2   |
| 5.      | Dmitrij Rostowcew     | 41:02,9 | +1:00,9 |
| 6.      | Eirik Sverdrup Augdal | 41:45,6 | +1:43,6 |
| ...     |                       |         |         |
| 52.     | Mateusz Chowaniak     | 45:59,6 | +5:57,6 |
| 64.     | Kamil Bury            | 47:41,9 | +7:39,9 |
| 65.     | Bartłomiej Rucki      | 48:08,3 | +8:06,3 |
| DNF     | Konrad Motor          | –       | –       |

| Miejsce | Zawodniczka        | Czas    | Strata  |
| ------- | ------------------ | ------- | ------- |
|         | Anastasija Siedowa | 28:49,4 | –       |
|         | Victoria Carl      | 29:02,5 | +13,1   |
|         | Petra Nováková     | 29:06,4 | +17,0   |
| 4.      | Anamarija Lampič   | 29:11,0 | +21,6   |
| 5.      | Sofia Henriksson   | 29:19,9 | +30,5   |
| 6.      | Silje Theodorsen   | 29:25,6 | +36,2   |
| ...     |                    |         |         |
| 33.     | Urszula Łętocha    | 32:15,0 | +3:25,6 |

| Miejsce | Zawodnik             | Czas    | Strata  |
| ------- | -------------------- | ------- | ------- |
|         | Simen Hegstad Krüger | 31:13,3 | –       |
|         | Clément Parisse      | 31:26,6 | +13,3   |
|         | Alexandre Pouyé      | 31:46,1 | +32,8   |
| 4.      | Sebastiano Pellegrin | 31:51,9 | +38,6   |
| 5.      | Aleksiej Czerwotkin  | 31:54,9 | +41,6   |
| 6.      | Roman Tarasow        | 31:56,1 | +42,8   |
| ...     |                      |         |         |
| 45.     | Kamil Bury           | 33:58,8 | +2:45,5 |
| 59.     | Bartłomiej Rucki     | 34:57,6 | +3:44,3 |
| 60.     | Mateusz Chowaniak    | 35:03,5 | +3:50,2 |

| Miejsce | Zawodniczka        | Czas    | Strata  |
| ------- | ------------------ | ------- | ------- |
|         | Victoria Carl      | 23:14,1 | –       |
|         | Lea Einfalt        | 23:33,0 | +18,9   |
|         | Anastasija Siedowa | 23:41,2 | +27,1   |
| 4.      | Silje Theodorsen   | 23:47,3 | +33,2   |
| 5.      | Petra Nováková     | 23:58,6 | +44,5   |
| 6.      | Julia Belger       | 23:58,7 | +44,6   |
| ...     |                    |         |         |
| 29.     | Urszula Łętocha    | 25:17,7 | +2:03,6 |

## Wyniki Polaków

### Juniorzy

#### Mężczyźni
| Zawodnik         | Sprint F | 10 km C | 15 km F | Sztafeta |
| ---------------- | -------- | ------- | ------- | -------- |
| Patryk Borkowski | 46       | 81      | 77      | –        |
| Dominik Bury     | 47       | 26      | 18      | –        |
| Wojciech Fojcik  | 70       | 70      | 73      | –        |

### U-23

#### Kobiety
| Zawodniczka     | Sprint F | 10 km C | 10 km F |
| --------------- | -------- | ------- | ------- |
| Urszula Łętocha | 24       | 33      | 29      |

#### Mężczyźni
| Zawodnik          | Sprint F | 15 km C | 15 km F |
| ----------------- | -------- | ------- | ------- |
| Kamil Bury        | 26       | 64      | 45      |
| Mateusz Chowaniak | 40       | 52      | 60      |
| Konrad Motor      | 65       | DNF     | –       |
| Bartłomiej Rucki  | 53       | 65      | 59      |

## Klasyfikacja medalowa
| Miejsce | Państwo          |   |   |   | złoto · srebro · brąz |
| ------- | ---------------- | - | - | - | --------------------- |
| 1.      | Norwegia         | 6 | 4 | 2 | 12                    |
| 2.      | Szwecja          | 4 | 1 | 2 | 7                     |
| 3.      | Rosja            | 2 | 2 | 3 | 7                     |
| 4.      | Niemcy           | 1 | 2 | 1 | 4                     |
| 5.      | Francja          | 1 | 1 | 3 | 5                     |
| 6.      | Korea Południowa | 0 | 2 | 0 | 2                     |
| 7.      | Szwajcaria       | 0 | 1 | 0 | 1                     |
| 7.      | Słowenia         | 0 | 1 | 0 | 1                     |
| 9.      | Włochy           | 0 | 0 | 1 | 1                     |
| 9.      | Czechy           | 0 | 0 | 1 | 1                     |
| 9.      | Finlandia        | 0 | 0 | 1 | 1                     |